# Reserva Analamazoatra

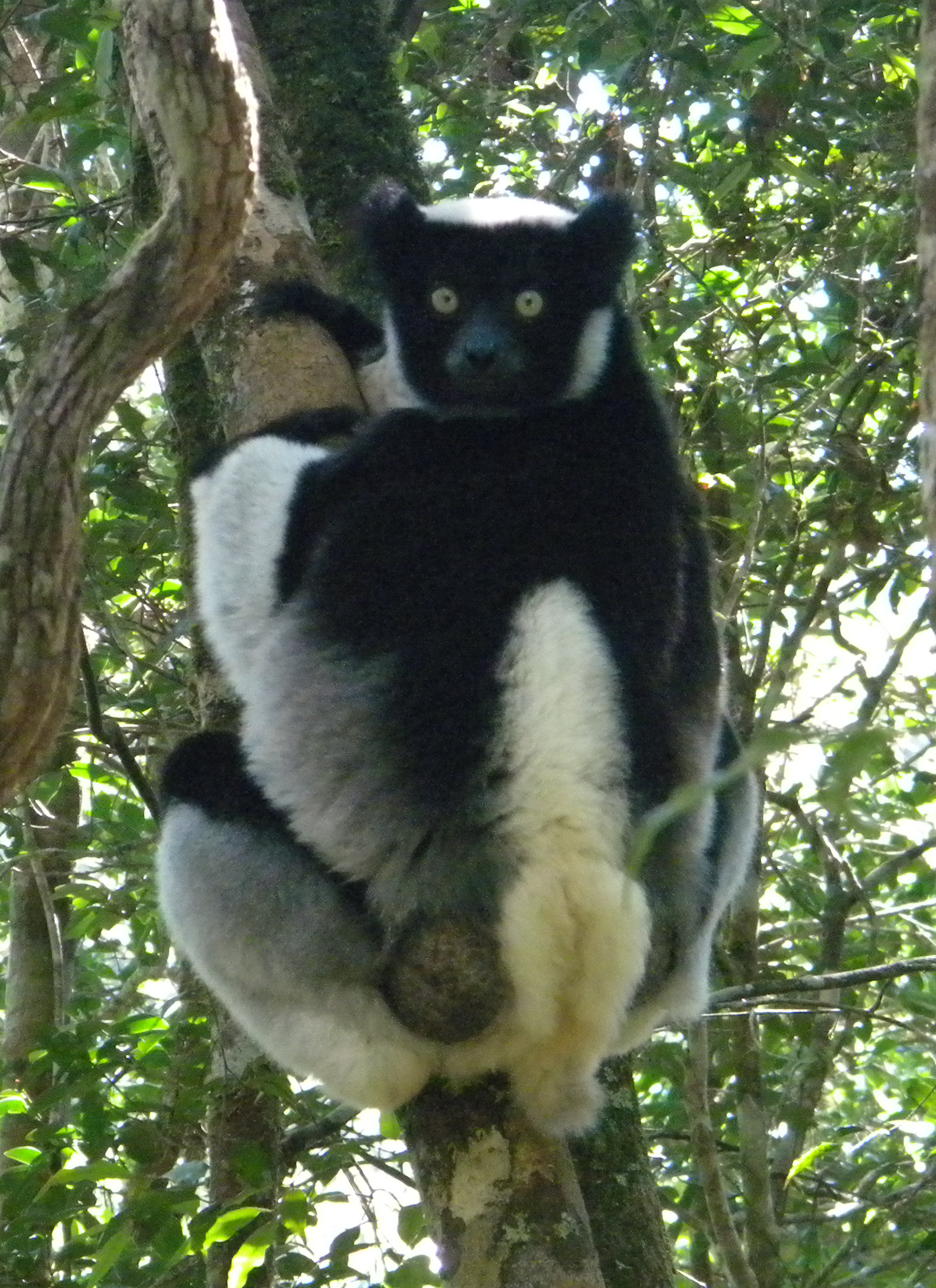
Indri

Reserva Analamazoatra es una reserva de vida silvestre de Madagascar , que forma parte del parque nacional de Andasibe-Mantadia. La reserva se encuentra hacia la parte noreste de la isla, y está casi centrado en la costa. La vecina Estación Forestal Analamazaotra es un esfuerzo de reforestación local.
La reserva está situada en la región de Alaotra-Mangoro, cerca de Moramanga y Andasibe.

## Fauna
Once especies de lémures viven en la reserva:
- el Mayor Lemur de bambú ( Prolemur simus );
- Indri ( Indri indri );
- el Lémur de vientre rojo ( Eulemur rubriventer );
- la Hapalemur gris ( Hapalemur griseus );
- la melena lemur ( Varecia variegata );
- la sifaca en tiaras ( Propithecus diadema );
- el choro Avahi ( Avahi laniger );
- el aye-aye ( Daubentonia madagascariensis );
- gran cheirogale ( Cheirogaleus major ).

También hay 51 especies de reptiles , incluyendo la boa Sanzinia madagascariensis, 84 especies de anfibios y más de un centenar de especies de aves.